# 日本の法律・会計に関する資格一覧
日本の法律・会計に関する資格一覧（にほんのほうりつ・かいけいにかんするしかくいちらん）は、日本国内で実施されている、法律・会計に関する資格の名称を一覧としたものである。

## 国家資格
- 【弁護士法】
  - 弁護士
- 【公証人法】
  - 公証人
- 【公認会計士法】
  - 公認会計士
- 【弁理士法】
  - 弁理士
- 【司法書士法】
  - 司法書士
- 【税理士法】
  - 税理士
- 【不動産の鑑定評価に関する法律】
  - 不動産鑑定士
- 【社会保険労務士法】
  - 社会保険労務士
- 【土地家屋調査士法】
  - 土地家屋調査士
- 【行政書士法】
  - 行政書士
- 【宅地建物取引業法】
  - 宅地建物取引士
- 【海事代理士法】
  - 海事代理士
- 【通関業法】
  - 通関士
- 【海難審判法】
  - 海事補佐人
- 【中小企業支援法】
  - 中小企業診断士
- 【厚生年金保険法】
  - 年金数理人
- 【保険業法】
  - 保険計理人
- 【職業能力開発促進法】
  - ファイナンシャル・プランニング技能士
  - 知的財産管理技能士
  - 金融窓口サービス技能士
- 【貸金業法】
  - 貸金業務取扱主任者
- 【情報処理の促進に関する法律】
  - ITストラテジスト
  - システム監査技術者

## 公的資格
- 調査業務実施者（工業所有権情報・研修館）
- 証券外務員（日本証券業協会）
- 建設業経理検定（建設業振興基金）
- 日商簿記検定（日本商工会議所）
- 販売士検定（日本商工会議所）

## 民間資格
- ビジネス実務法務検定試験（東京商工会議所）
- ビジネスマネジャー検定試験（東京商工会議所）
- BATIC（東京商工会議所）
- ビジネス会計検定（大阪商工会議所）
- ビジネス・キャリア検定試験（中央職業能力開発協会）
- 全経簿記能力検定（全国経理教育協会）
- 全商簿記実務検定（全国商業高等学校協会）
- 法学検定（日弁連法務研究財団、商事法務研究会）
- アフィリエイテッド・ファイナンシャル・プランナー（日本ファイナンシャル・プランナーズ協会）
- 金融業務能力検定（金融財政事情研究会）
- アクチュアリー（日本アクチュアリー会）
- モーゲージプランナー（日本モーゲージプランナーズ協会）
- 個人情報保護士（全日本情報学習振興協会）
- 農業簿記検定（日本ビジネス技能検定協会）
- 日ビ簿記能力検定（日本ビジネス技能検定協会）
- 地方公会計検定（日本ビジネス技能検定協会）
- 自治体法務検定（日本通信教育学園）